# مارتین تی۴ام
مارتین تی۴ام (به انگلیسی: Martin T4M) یک هواگرد ساختِ کارخانهٔ گلن ال. مارتین کمپانی است. نخستین استفاده‌کنندهٔ این هواگرد نیروی دریایی ایالات متحده آمریکا بوده‌است. این هواگرد برای نخستین بار در ۱۹۲۷ میلادی مورد استفاده قرار گرفت.